# Lunéville
Lunéville (nemško Lünenstadt) je mesto in občina v severovzhodni francoski regiji Loreni, podprefektura departmaja Meurthe-et-Moselle. Leta 2014 je mesto imelo 19.325 prebivalcev.

## Geografija
Kraj leži v severovzhodni Franciji ob izlivu reke Vezouze v Meurthe, 30 km jugovzhodno od Nancyja.

## Administracija
Lunéville je sedež dveh kantonov:
- Kanton Lunéville-Jug (del občine Lunéville, občine Bénaménil, Chanteheux, Chenevières, Crion, Croismare, Hénaménil, Hériménil, Jolivet, Laneuveville-aux-Bois, Laronxe, Manonviller, Marainviller, Moncel-lès-Lunéville, Saint-Clément, Sionviller, Thiébauménil: 22.197 prebivalcev),
- Kanton Lunéville-Sever (del občine Lunéville, občine Anthelupt, Bauzemont, Bienville-la-Petite, Bonviller, Courbesseaux, Crévic, Deuxville, Drouville, Einville-au-Jard, Flainval, Hoéville, Hudiviller, Maixe, Raville-sur-Sânon, Serres, Sommerviller, Valhey, Vitrimont: 12.758 prebivalcev).

Mesto je prav tako sedež okrožja, v katerega so poleg njegovih dveh vključeni še kantoni Arracourt, Baccarat, Badonviller, Bayon, Blâmont, Cirey-sur-Vezouze in Gerbéviller s 76.782 prebivalci.

## Zgodovina
V Lunévillu je bil 9. februarja 1801 sklenjen mir med Francosko republiko in Svetim rimskim cesarstvom, ki sta ga podpisala Joseph Bonaparte in grof Cobentzel, ob tem pa je prenehala obstajati druga koalicija.
Lorenski vojvoda Léopold I. je nezadovoljen z vojvodsko palačo v Nancyju dal zgraditi v njem grad Château de Lunéville, ki je kasneje postal glavna rezidenca izgnanenga poljskega kralja Stanislava Leszczyńskega. Grad je januarja 2003 ob požaru utrpel znatne poškodbe in je sedaj v fazi prenove.

## Znamenitosti
- Château de Lunéville, imenovan tudi mali lorenski Versailles, je glavno delo arhitekture 18. stoletja,
- baročna cerkev sv. Jakoba (18. stoletje),
- stavba Marchand, zgrajena iz vogeškega peščenjaka.

## Pobratena mesta
- Schwetzingen (Nemčija).